# 邓立光
邓立光，香港中文大学国学中心主任、国际易学联合会副会长。

## 生平
2019年3月21日，邓立光受邀到湖南大学岳麓书院讲学。
2019年6月8日，邓立光在香港中文大学主持“粤港澳大湾区（香港）中华礼仪教育”活动首次先导学校会议，7月8日参加启动典礼。
2019年8月17日，邓立光在浙江杭州举办的第五届中华慈孝文化论坛上发表主题演讲。
2019年10月25日，邓立光到澳门基金会，与基金会会行政委员会吴志良主席、特别计划处梁雅桃处长就推广中华礼仪教育进行讨论。

## 作品

### 著作
| 著作名称                           | 出版社         | 出版时间   | ISBN                |
| ---------------------------------- | -------------- | ---------- | ------------------- |
| 《陈乾初研究》                     | 文津           | 1992年7月  | 9576680441          |
| 《象数易镜原》                     | 巴蜀书社       | 1993年11月 | 7805235937/B.68     |
| 《老子新诠：无为之治及其形上理则》 | 上海古籍出版社 | 2007年6月  | 9787532546565       |
| 《周易象数义理發微》               | 上海辞书出版社 | 2008年8月  | 9787532624812/B.128 |
| 《中国哲学与文化复兴诠论》         | 上海古籍出版社 | 2008年12月 | 9787532551118       |

### 专栏写作
- 2010年6月－2011年11月，在《香港商报．心灵花园》“《易经》与人生”专栏发表文章71篇。[8]
- 2011年11月－2014年6月，在《香港商报．周日生活》“《论语》与人生”专栏发表文章129篇。[9]